# Perméthrine
La perméthrine est un insecticide pyréthrinoïde.

## Usage
La perméthrine est utilisée comme insecticide chimique de la famille des pyréthrinoïdes, dont la cible est le système nerveux des insectes.
Son application se fait par vaporisation directement sur les vêtements, sur les moustiquaires, sur les mammifères (sauf le chat) et leur environnement. Elle permet ainsi de tuer ou d'éloigner les insectes (fourmis, moustiques, mouches, poux, puces, cafards, etc.) et les arachnides : araignées, scorpions, sarcoptes, tiques, etc. Les solutions aqueuses de perméthrine résistent à plusieurs lavages du linge.
La perméthrine est également largement utilisée en épandage autour des habitations contre les termites. Elle est aussi utilisée en vaporisation, notamment par les exterminateurs, pour la destruction des nids de guêpes et de fourmis dans les habitations ou à proximité de celles-ci.
Enfin, elle est aussi utilisée sous forme de pommade pour le traitement de la gale.
La perméthrine a une odeur caractéristique proche de celle de l'huile de lin.
Utilisée pour tuer les poux, la perméthrine est également utilisée par les éleveurs de reptiles contre les mites sur leurs serpents et autres grands reptiles. Une bouteille de Nix de 59mL (1% soit 0.28g de principe actif) diluée dans 4 litres d'eau forme une solution utilisable en vaporisation directe sur les reptiles (en évitant tout contact avec leurs yeux même si les mites sont présentes dessus) et partout dans leurs terrariums.

## Toxicité
Comme les autres pyréthrinoïdes, la perméthrine est neurotoxique. Sa toxicité chez l'humain n'est pas encore classée, mais elle est très toxique pour de nombreux animaux, et en particulier les chats et les animaux à sang froid comme les batraciens ou les insectes.
Chez les mammifères, l'absorption cutanée est très lente en comparaison de la dégradation de la perméthrine dans le corps, et notamment par le foie. De même, l'absorption digestive est très faible. Le risque toxique est donc mineur pour les mammifères dans les conditions de dosage normal, à l'exception du chat.
La perméthrine n'est pas tolérée chez le chat,, ; elle provoque des symptômes type convulsion,, hyperesthésie, hyperthermie, hypersalivation, pertes d'équilibre… Ces symptômes sont réversibles à condition d'être traités à temps, sans quoi l'empoisonnement peut être fatal,. Cette intolérance est due à un défaut en glucuronosyltransférase, une enzyme de détoxification commune chez les autres mammifères (ce défaut rend également le chat intolérant au paracétamol et à de nombreuses huiles essentielles). L'utilisation d'antiparasitaires externes à base de perméthrine est donc formellement contre-indiquée chez le chat,,.
Les poissons et les batraciens sont également très sensibles à la perméthrine.
La perméthrine se retrouvant dans les traitements antipuces des animaux domestiques, elle représente une menace sérieuse pour les oiseaux qui utilisent les poils des chiens pour confectionner leur nid, ce qui intoxique leurs oisillons et les tue.

## Divers
La perméthrine fait partie de la liste des médicaments essentiels de l'Organisation mondiale de la santé (liste mise à jour en avril 2013).
La perméthrine (par effet d'hormèse) peut, paradoxalement, induire une amélioration de la fécondité et de la reproduction des insectes ciblés lorsqu'ils ne sont exposés qu'à de faibles doses (doses sublétales), ce qui pose la question de l'efficacité globale du produit (chez les végétaux, un phénomène comparable a été identifié pour le glyphosate).